# Bitwa na Zalewie Wiślanym
Bitwa w Zatoce Świeżej lub bitwa na Zalewie Wiślanym – bitwa morska, która miała miejsce 15 września 1463 na Zalewie Wiślanym pomiędzy flotą Związku Pruskiego, konkretnie elblążan i gdańszczan, a flotą krzyżacką pod dowództwem wielkiego mistrza zakonu Ludwiga von Erlichshausena.

## Preludium
Od końca lipca 1463 wojska polskie oblegały Gniew, który był ważnym punktem strategicznym z powodu przeprawy, która dawała zakonowi połączenie między Pomorzem Gdańskim (na którym operował morawski rycerz Bernard Szumborski oraz komtur Heinrich Reuss von Plauen wraz z wojskami zaciężnymi) i dalej z Rzeszą Niemiecką a Królewcem oraz uniemożliwiał swobodny handel rzeczny między Gdańskiem a Toruniem. Aby doprowadzić do zniesienia oblężenia wielki mistrz Ludwig von Erlichshausen zdecydował się przetransportować z okolic Królewca nad Leniwkę (lewa odnoga ujścia Wisły) silną armię, która miała połączyć się z operującymi w tym rejonie wojskami Bernarda Szumborskiego. W ten sposób połączona armia byłaby w stanie przywrócić panowanie krzyżackie nad dolną Wisłą i uratować broniących się Krzyżaków w Gniewie. Długie gromadzenie okrętów przyczyniło się do reakcji ze strony gdańszczan i przygotowań do odparcia desantu. Obwarowanie palami i zablokowanie Wisły w rejonie Szkarpawy, łączącej Zatokę Świeżą z Leniwką oraz wystawienie 11 okrętów w tym galaru, wraz z około 400–500 zaciężnymi pod dowództwem Macieja Kolmenera i Wincentego Stolle, zmusiło po kilku dniach 44 okręty zakonu z 1500 żołnierzami na pokładzie do wycofania się w stronę Królewca. Gdy w rejon Elbląga dotarły oddziały Szumborskiego, okrętów wielkiego mistrza już tam nie było, w związku z czym cała operacja nie doszła do skutku.

## Bitwa
Okręty pod dowództwem zaprawionych gdańskich kaprów Wincentego Stolle oraz Macieja Kolmenera, posiłkowane przez okręty elbląskie dowodzone przez Jakuba Vochsa (wcześniej na służbie gdańskiej) i wojsko królewskie, ruszyły w pościg za cofającym się nieprzyjacielem. Do bitwy doszło prawdopodobnie pomiędzy Kamionkiem Wielkim a Suchaczem w Zatoce Świeżej. Flota polska złożona z około 30 okrętów starła się z liczniejszą, liczącą 44 okręty flotą zakonną. Krzyżacy uważali, że zwycięstwo zapewni im przewaga liczebna i jakościowa ich floty, związkowcy jednak wykorzystali element zaskoczenia i zepchnęli Krzyżaków na płytkie wody zatoki, okrążając ich i uniemożliwiając im manewrowanie. Początkowo trwała wymiana ognia z łuków, kusz i hakownic, która spowodowała liczne pożary na stojących w bardzo małych odległościach okrętach krzyżackich, wywołanych przez strzały zapalające. Następnie walka toczyła się głównie z abordażu.
W ręce prusko-polskie dostało się około 550 jeńców, wielki mistrz zdołał zbiec do Królewca.

## Po bitwie
Klęska ta spowodowała, że Krzyżacy przestali się już kompletnie liczyć w konfrontacji ze Związkiem Pruskim na wodach, a zakon popadł w jeszcze większe problemy finansowe. Rozpuszczone zostały oddziały Szumborskiego, który osobiście pod koniec roku 1463 wycofał się z wojny podpisując ze stroną polską rozejm. Na początku roku 1464 skapitulował Gniew. Polacy przeszli do kontrofensywy na Żuławach Wiślanych.
Można śmiało powiedzieć, że wojnę trzynastoletnią (1454–1466) z zakonem krzyżackim wygrano na wodach Morza Bałtyckiego przez skuteczne odcięcie Królewca od dostaw i posiłków drogą morską za pomocą floty kaperskiej, głównie Gdańska, a następnie dzięki bitwie nad Zatoką Świeżą (1463), która mocno sparaliżowała działania zakonu na Wiśle, oraz umożliwiła zdobycie Gniewu (1464), a następnie Nowego (1465) i innych miast strzegących przepraw przez Wisłę, co z kolei odcięło połączenie lądowe z Rzeszą Niemiecką, równocześnie umożliwiając Polsce już niemal bezpieczny, lecz jeszcze prowadzony w dużych konwojach pod eskortą handel rzeczny Torunia z Gdańskiem, a co za tym idzie – z innymi miastami europejskimi.